# Colegio Spurgeon
El Colegio Spurgeon (inglés: Spurgeon's College) es un colegio bíblico bautista, en Londres, Inglaterra, Reino Unido. Está afiliado a la Unión Bautista de Gran Bretaña.

## Historia

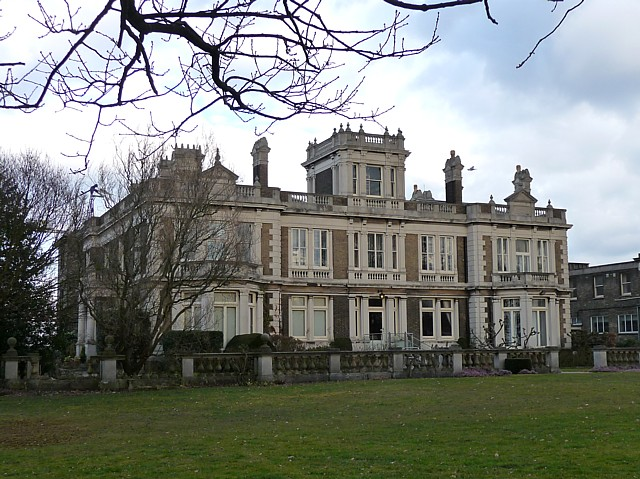
Spurgeon's College, Londres

La escuela fue fundada en 1856 por el Pastor Charles Spurgeon como "Colegio de Pastores" en Londres. Su visión era proporcionar una educación teológica práctica, centrada en la  misión. En 1892, la escuela había capacitado a 863 estudiantes. En 1923, se trasladó a su edificio actual y pasó a llamarse en honor a su fundador.

## Socios
La escuela es un socio de la Unión Bautista de Gran Bretaña.